# Condado de Pike (Pensilvania)
El condado de Pike (en inglés, Pike County) es un condado del estado de Pensilvania, Estados Unidos. Tiene una población estimada, a mediados de 2021, de 59 952 habitantes.
La sede del condado es Milford.

## Geografía
Según la Oficina del Censo, el condado tiene un área total de 1470 km², de la cual 1410 km² son tierra y 60 km² son agua.

### Condados adyacentes
- Condado de Sullivan (Nueva York) (noreste)
- Condado de Orange (Nueva York) (este)
- Condado de Sussex (Nueva Jersey) (este)
- Condado de Warren (Nueva Jersey) (sureste)
- Condado de Monroe (Pensilvania) (suroeste)
- Condado de Wayne (Pensilvania) (noroeste)

## Demografía
Según el censo de 2020, en ese momento había 58 535 habitantes, 23 635 hogares y 13 422 familias en el condado. La densidad de población era de 40 hab./km². Había 39 676 viviendas, con una densidad media de 28 viviendas/km². El 80.64% de los habitantes eran blancos, el 5.61% eran afroamericanos, el 0.36% eran amerindios, el 1.46% eran asiáticos, el 0.03% eran isleños del Pacífico, el 3.29% eran de otras razas y el 8.63% eran de una mezcla de razas. Del total de la población, el 11.48% eran hispanos o latinos de cualquier raza.

## Localidades

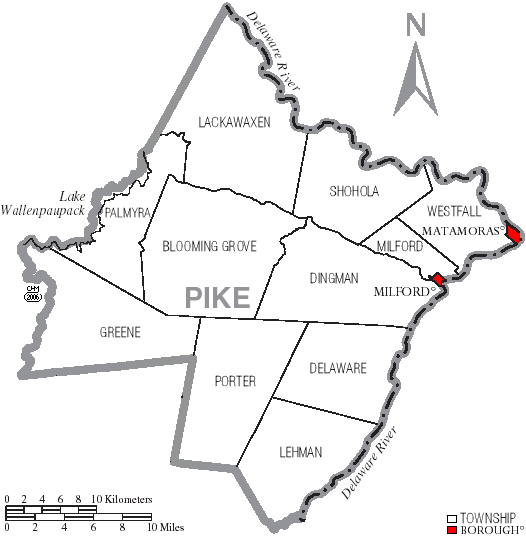
Mapa del condado con los boroughs en rojo y los townships en blanco.

### Boroughs
- Matamoras
- Milford

### Municipios (Townships)
| - Municipio de Blooming Grove - Municipio de Delaware - Municipio de Dingman - Municipio de Greene - Municipio de Lackawaxen - Municipio de Lehman | - Municipio de Milford - Municipio de Palmyra - Municipio de Porter - Municipio de Shohola - Municipio de Westfall |

### Lugares designados por el censo
- Birchwood Lakes
- Conashaugh Lakes
- Fawn Lake Forest
- Gold Key Lake
- Hemlock Farms
- Masthope